# 湯惠蓀

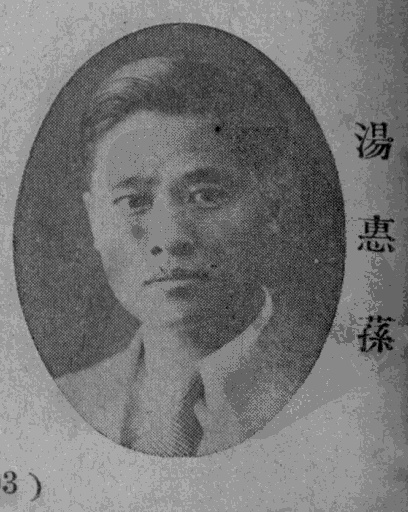

湯惠蓀（1900年3月28日—1966年11月20日），江蘇崇明縣人，江蘇省立第一農業學校、日本鹿兒島高等農林學校畢業。曾任教浙江大學農學院，其後赴欧洲留學及考察。返國後曾任地政官員，推動土地改革。民國52年（1963年）接任省立中興大學校長，制訂校訓及校歌，並向省政府爭取歸還由林務局託管的能高林場。 
民國55年（1966年）11月20日，湯惠蓀巡視能高林場時，因心脏病突發而逝世。11月25日上午在臺北市市立殯儀館舉行公祭和大殮後即發引安葬於陽明山第一公墓。為紀念其因公殉職，中興大學將大禮堂改名為惠蓀堂、能高林場改名為惠蓀林場，並於林場內殉職地點樹立湯公碑，途中設立湯公亭，在臺北法商學院（今國立臺北大學）另建有惠蓀南樓及惠蓀北樓。

2017年1月，中興大學將校內原來的蔣中正銅像移除，改樹立湯惠蓀像。
湯惠蓀也是臺南市安南區瀛海中學第一任董事長，該校亦有一紀念湯蕙蓀的惠蓀館。

## 荣誉

### 本國
- 四等景星勳章（1963年6月6日[4]）